# Ротшильд, Дэвид Майер де
Дэвид Майер де Ротшильд (англ. David Mayer de Rothschild; род. 25 августа 1978, Лондон, Англия) — британский эколог и исследователь окружающей среды, глава благотворительных организаций Adventure Ecology и Myoo create.

## Биография
Член британской ветви семьи Ротшильдов. Младший сын сэра Эвелина де Ротшильд (род. 1931) и Виктории Скотт (род. 1949); сестра Джессика (род. 1974), брат Энтони Джеймс (род. 1977). В детстве увлекался спортом, в частности конными видами спорта. Потом бросил это занятие, заявив всем что не видит в нём смысла жизни, что у него более грандиозные планы.
В 1996 году посещал Оксфорд Брукс (после окончания Итона) с присвоением 2:1 В.Sc (степень) по курсам «Политические науки» и «Информационные системы». В 2001 году купил в Новой Зеландии ферму в 1100 акров. В 2002 году обучался в Колледже природной медицины в Лондоне, где получил диплом второй степени.
В 2007 году Дэвид де Ротшильд написал «The Live Earth Global Warming Survival Handbook: 77 Essential Skills to Stop Climate Change—Or Live Through It»,
в 2008 году «The Foreword to True Green Kids: 100 Things You Can Do to Save the Planet».
На сегодняшний день у организации «Adventure Ecology» было 3 проекта, лидером которых был Дэвид де Ротшильд:
- в 2006 году экспедиция в Арктику, которая продлилась более 100 дней и была призвана привлечь внимание к таянию арктической ледяной шапки вследствие глобального потепления;
- в 2007 году экспедиция в леса Эквадора, была призвана привлечь внимание к вырубке и загрязнению лесов при нефтедобыче;
- в 2010 году экспедиция «Plastiki» (судно из 12500 пластиковых бутылок) из Сан-Франциско в Сидней через Тихий океан, была призвана привлечь внимание к загрязнению океанов пластиковым мусором и появлению пластиковых «островов».

Сейчас ведёт работу над книгой, посвящённой экспедиции «Plastiki».